# Westerlund 1-26
Westerlund 1-26 lub Wd 1-26 – czerwony nadolbrzym lub hiperolbrzym na peryferiach gromady Westerlund 1. Jej średnica wynosi około 1530 średnic Słońca – 1,06 × 109 km; 7,1 au. Gdyby umieścić ją w centrum Układu Słonecznego, powierzchnia gwiazdy znajdowałaby się za orbitą Jowisza. 
Gwiazda jest oddalona o 11 500 lat świetlnych od Ziemi. Jest zasłonięta w świetle widzialnym przez pył międzygwiezdny, dlatego została gruntownie przebadana w podczerwieni. Jest 380 000 razy jaśniejsza od Słońca. Temperatura jej powierzchni to ok. 3000 K, co oznacza, że jest stosunkowo zimna.